# Junta de Emisión
La Junta de Emisión fue un organismo gubernamental colombiano que, entre su fundación en 1897 y su disolución en 1902, emitió gran cantidad de dinero a nombre del extinto Banco Nacional. Su principal objetivo era solventar los gastos del gobierno durante la Guerra de los Mil Días.  

## Historia
El Banco Nacional, fundado en 1881, ya poseía una ofician llamada "Junta de Emisión", encargada de regular la emisión de dinero por parte de esta entidad. Este banco fue liquidado en 1896 debido a que había sobreemitido dinero, generando una gran inflación en el país. Sin embargo, el gobierno aún tenía la necesidad de emitir dinero para solventar sus gastos. Así, en 1897 el Congreso de la República rehabilitó a este organismo, que se encargaría de emitir billetes a nombre del extinto banco, también con el fin de acabar con al convertibilidad en metal.
La Junta jugó un papel destacado en la Guerra de los Mil Días, emitiendo gran cantidad de billetes y resellando algunos de bancos privados (Como el Banco de Bogotá, el Banco Internacional y el Banco Hipotecario)  para solventar los costos de la guerra. Ante la falta de recursos, estos billetes fueron impresos en empresas locales, como la Litografía Nacional, con una muy baja calidad y carentes de sistema de seguridad.
La Junta siguió vigente hasta el final de la Guerra de los Mil Días, en 1902. 

### Miembros de la Junta de Emisión en 1899[1]
- Salomón F. Koppel
- Julio E. Mallarino
- Juan de la Cruz Santamaría